# 喵吉
喵吉（日语：ニャン吉，2009年4月—）是日本的一隻貓，以喜愛旅行著稱。其飼主攝影師飯法師昭誠出版了幾本以牠為主角的寫真集和札記。

## 生平
喵吉出生於鹿兒島，本是流浪貓，剛出生後不久即被遺棄在倉庫，處於瀕死狀態，被人發現才得救，其後輾轉由飯法師昭誠收養。
喵吉特別喜歡外出散步旅行，於是飯法師昭誠便時常帶牠到處旅遊，足跡遍及沖繩、北海道、九州等地，並將拍下的照片放上社群網站及整理為寫真集出版，喵吉因此成名。台灣網路名人朱學恒還曾在2015年專程至日本與喵吉見面。2018年2月，喵吉成為香港旅行社東瀛遊的日本旅遊宣傳大使。
飯法師昭誠希望未來能夠建立一個名叫「喵吉園」的動物保護區，幫助日本的流浪貓。

## 貓家庭
喵吉的貓妻子阿麻凛在2015年11月順利產下五隻小貓。

## 相關作品
- 《喵吉の大冒険》：於2014年出版，除日本外，也在香港、台灣和新加坡發行[1]。
- 《野良貓喵吉來了！》：於2016年出版，同樣也在香港、台灣和新加坡等地發行[6]。
- 自2016年起，飯法師昭誠每年皆推出以為喵吉為主角的旅行月曆[7]。

## 外部連結
- 喵吉的Facebook專頁